# AN/UYK-43
AN/UYK-43は、UNIVAC（後のユニシス）がアメリカ海軍向けに開発したコンピュータ。メインフレームにあたる大型機であり、AN/UYK-7の後継機として開発された。

## 概要
海軍海洋システム・コマンド（NAVSEA）では、1978年後半よりAN/UYK-7の後継機開発計画が策定されはじめており、1979年末に設置された海軍戦術組み込みコンピュータ資産室（PMS 408）は、既存のUYK-7・20のサポートとともに、これらの後継機の開発も所掌することになった。UYK-7後継機はUYK-43、UYK-20後継機はUYK-44と呼称されるようになっており、1980年3月に詳細仕様が完成、9月にはIBMとUNIVACに対して技術開発モデルの製作が発注された。これらを評価した結果、1983年3月、UNIVACがUYK-43の量産契約を受注した。
UYK-7と同様に32ビットのプロセッサを用いており、最低限の修正でUYK-7用のソフトウェアを実行可能とされる。命令のレパートリーは258個、スループットは2.25 MIPSとなった。主記憶装置としては引き続き磁気コアメモリが採用されたが、サイクルタイムは150ナノ秒に短縮された。メモリサイズは、仕様上は4ギガワードまで拡張可能とされたものの、実装上は20メガワードが上限であった。64の入出力チャンネルを持ち、1基のAN/UYK-43が4基のAN/UYK-7コンピュータの代わりをすることができる。さらに、AN/UYK-7と同じ取り付けボルトを使用し、同じ信号・電源ケーブルが使用できるようにした。なお筐体にはA型とB型の2種類があり、B型ではデュアルプロセッサに対応し、チャネル・コントローラも2つに増備できるかわり、潜水艦のハッチを通すことができないという制約があった。
1983年12月よりアメリカ海軍への引き渡しが開始され、イージスシステム（AWS）ではベースライン4より導入された。ただし本機は、海軍が制式採用した最後のメインフレーム型コンピュータであり、1990年代中盤からはAN/UYQ-70の導入による商用オフザシェルフ（COTS）化と分散コンピューティング化が進められていった。